# Fort Recovery (Tortola)
Le fort Recovery , également connu sous le nom de fort Tower, est un fort en ruine près de Pockwood Pond, sur l'île de Tortola, dans les Îles Vierges britanniques. Un hôtel a été construit autour de la tour.

## Historique
Le site était à l'origine un fort en terre probablement construit par le corsaire néerlandais Joost van Dyk en 1620, à la fin de la trêve qui existait entre les Néerlandais et les Espagnols à Porto Rico.
Quelque part entre 1623 et 1630, le fort pourrait avoir servi de caserne à des soldats blessés ou malades, d'où vient probablement son nom.
Le fort a été abandonné lorsque le territoire est tombé en déclin après que les Britanniques eurent pris le contrôle des Îles Vierges en 1672. Cependant, durant la période coloniale tumultueuse commençant avec la guerre d'indépendance américaine et s'étendant jusqu'aux guerres napoléoniennes, le fort fut reconstruit sous sa forme actuelle. Lorsque les Britanniques l'on reconstruit, la tour Martello a été ajoutée pour tenter de compenser le manque d'élévation du canon.
Le fort est à nouveau tombé en ruine au début du XIXe siècle lorsque le théâtre principal du conflit a été transféré des colonies à l'Europe continentale et que les économies des îles étaient insuffisantes pour son entretien. Il se peut aussi que, si le fort fut conçu pour protéger une source d'eau douce, lorsqu'elle s'est asséchée (il n'y a pas de bassin d'eau douce aujourd'hui), la nécessité du fort disparu.

## Architecture et localisation
Le fort lui-même est une tour et est un exemple très ancien de tour Martello, un type de fortification largement utilisé le long de la côte sud-est britannique pendant les guerres napoléoniennes.
L'emplacement du fort est quelque peu inhabituel dans la mesure où il est construit près de la mer, sur un sol plat (plutôt sur une position surélevée sur les collines derrière lui) et non à proximité d'un port ou d'une concentration de population. Il a été suggéré que le fort avait été construit pour protéger un étang d'eau douce situé à proximité de la zone. C'est plausible car Tortola n'a pas de rivières, les puits et les étangs d'eau douce étaient donc des ressources précieuses. L'autre possibilité est que le fort ait été construit pour sécuriser le sentier reliant Soper's Hole à Pockwood Pond et Road Town, alors que les précédentes attaques espagnoles avaient eu lieu à Soper's Hole et ensuite à Pockwood Pond et Road Town. Il aurait été difficile de fortifier efficacement Soper's Hole contre les canons espagnols, mais un fort sur la route terrestre pouvait retarder une attaque et empêcher un nouveau massacre, comme celui commis en 1646. Le problème avec cette théorie est qu'elle ne peut toujours pas expliquer pourquoi le fort n'a pas été élevé. En outre, bien qu'il ne soit pas clair si le fort a été construit avant ou après les attaques de 1646 et 1647, il semble plus probable qu'il ait été construit avant.